# 미스컨덕트
《미스컨덕트》(영어: Misconduct)는 2016년 공개된 미국의 영화이다.

## 줄거리
아서 데닝은 주요 제약회사의 소유주이다. 그는 여자친구 에밀리 하인스를 매우 통제하려 들며, 그녀는 그의 경호원들에게 신체적으로 위협을 느낀다. 그녀는 납치되고, 데닝은 그녀의 멍든 얼굴 사진을 받는다. 그는 몸값을 가지고 미술관으로 가라는 명령을 받는다. 한 남자가 그에게 다가오자 데닝은 그를 공격하지만, 그 남자가 미술관 주인임을 알게 된다.
납치되기 전, 하인스는 전 남자친구 벤 케이힐에게 연락한다. 그녀는 데닝의 학대를 암시하고 그에 대한 정보를 공유한다. 그녀의 아파트에서 그녀는 케이힐에게 데닝의 노트북에서 훔친 파일을 보여주는데, 이 파일에는 약물 임상시험 중 그의 범죄 행위가 드러난다. 그녀는 곧 한 낯선 사람을 설득하여 자신을 때려 달라고 부탁하고 그 사진을 데닝에게 보낸다.
케이힐은 하인스로부터 얻은 정보를 사용하여 그의 상사인 찰스 에이브럼스에게 데닝을 상대로 집단 소송을 제안한다. 그날 저녁, 케이힐은 자신의 아파트에서 하인스가 죽은 채 발견된 것에 충격을 받는다. 손에는 약병이, 몸속에는 치명적인 약물 혼합물이 있는 그녀의 죽음은 의심스럽지만 단순한 자살일 수도 있다. 케이힐은 경찰에 신고하지 않고 현장을 떠나기로 결정하고 자신의 흔적을 감추려 노력하며, 아내에게만 비밀리에 이를 알린다.
소송의 예비 진술에서 데닝은 훔친 문서가 반환된다는 조건으로 갑자기 소송을 4억 달러에 합의한다. 얼마 지나지 않아 하인스의 시신이 케이힐의 집에서 발견된다. 자신이 누명을 쓰고 있다고 확신한 그는 데닝에게 맞서고, 데닝은 케이힐의 열정에 즐거워하지만 자신은 아무 관련이 없다고 확신시킨다.
청부 살인업자가 케이힐과 그의 아내 샬럿(앨리스 이브)을 납치하지만, 케이힐은 그를 제압하고 죽인다. 청부 살인업자의 파일을 검사하면서 그는 악당이 사실 자신의 상사임을 깨닫는다. 에이브럼스는 수년 동안 데닝과 공모하여, 그의 의뢰인들이 제약 재벌을 상대로 제기한 모든 사건에서 고의로 패소했다. 합의는 데닝을 형사 책임으로부터 보호하기 위한 정교한 방법일 뿐이었다.
케이힐은 청부 살인업자의 파일을 경찰에 제출하고, 경찰은 에이브럼스를 체포한다. 그러나 에이브럼스는 구금되기 전에 경찰관의 총을 움켜쥐고 자살한다.
케이힐이 새 집으로 이사하기 위해 짐을 싸던 중, 그는 아내의 옷에서 하인스의 향수 냄새가 난다는 것을 알아챈다. 그는 아내에게 그들 둘 사이에 무슨 일이 있었는지 묻는다. 샬럿은 남편과의 관계에 대해 하인스에게 따졌다고 고백한다. 그들은 언쟁을 벌였고 샬럿이 하인스를 때려 그녀가 넘어져 머리를 부딪쳤다. 샬럿은 간호사이지만 그녀를 돕지 않고 경찰을 위해 현장을 꾸민다.

## 출연
- 알 파치노 : 애브람스 역
- 안소니 홉킨스 : 데닝 역
- 조쉬 더하멜 : 벤 역
- 이병헌 : 히트맨 역
- 앨리스 이브 : 샤롯 카힐 역
- 말린 애커맨 : 에밀리 하인즈 역
- 줄리아 스타일스 : 제인 클레멘트 역
- 글렌 포웰 : 더그 필즈 역
- 마커스 라일 브라운 : 빌슨 역
- 레아 맥켄드릭 : 에이미 역
- 크리스 마퀘트 : 지포드 역
- 스카이 P. 마샬 : 해티 역
- 그레고리 앨런 윌리엄스 : 리차드 힐 역
- 제이슨 깁슨 : 그라함 역
- 나단 무어 : 로렌스 스톤 역
- 자이든 케인 : 휴즈 박사 역
- 수-린 안사리 : E.R. 간호사 역
- 마이클 K. 더글라스 : 경찰 역
- 리오 핵포드
- 크리스 J. 팡가이
- 제프 갤핀 : 군사 역
- 클레이 챔버린